# Vrublivka, Romaniv
Vrublivka (în ucraineană Врублівка) este localitatea de reședință a comunei Vrublivka din raionul Dzerjînsk, regiunea Jîtomîr, Ucraina.

## Demografie
Componența lingvistică a localității Vrublivka
     Ucraineană (98,22%)
     Alte limbi (1,42%)
Conform recensământului din 2001, majoritatea populației localității Vrublivka era vorbitoare de ucraineană (98,22%), existând în minoritate și vorbitori de alte limbi.